# Kamaz-43269 Vystrel
Il Kamaz-43269 Vystrel (in cirillico: КамАЗ-43269 БВыстрел), talvolta noto come BPM-97, è un veicolo blindato multiruolo resistente alle mine di fabbricazione russa, basato sul veicolo civile Kamaz-4326 ed in servizio presso l'esercito russo dal 2011.
Progettato per il trasporto di personale e per compiti di ambulanza, ricognizione, posto-comando e contro-carro ed è stato ordinato tra gli altri anche dall'FSB, dalla Guardia nazionale russa e dalle forze armate di Russia, Kazakistan ed Azerbaijan.

## Storia
Nel 1997 si iniziò, per iniziativa dell'allora direttore della Guardia di frontiera russa Andrei Nikolaev, lo sviluppo di un nuovo veicolo blindato con cui dotare la Guardia di frontiera a partire dal veicolo civile Kamaz-4326.
Tuttavia, a seguito delle difficoltà finanziarie incontrate dal governo federale nel 1998, il progetto subì una battuta d'arresto, con la produzione del mezzo, denominato BPM-97, che iniziò alcuni anni più tardi mantenendosi a ritmi molto bassi senza riscuotere mai un concreto successo a livello di ordini.
Nel 1999, furono presentati al pubblico i primi prototipi. Nel 2005 il mezzo BPM-97 fu acquistato dalle forze armate del Kazakistan: a causa di numerosi difetti di produzione, il completamento dell'ordine venne sospeso dal committente e i veicoli furono pertanto acquistati nel 2008 dal Ministero della difesa russo.
Sulla base dei BPM-97 difettosi venne quindi sviluppata una modifica denominata Vystrel, dotata di sistema di purificazione dell'aria e migliore blindatura: fu perciò adottato per l'utilizzo nel corpo delle Guardie di frontiera dell'FSB e, nel 2009, il Vystrel fu adottato anche dall'esercito della Federazione Russa in cui è entrato in servizio attivo a partire dal 2011.
Nel 2015 diversi BPM-97 Vystrel sono stati impiegati nel conflitto del Donbass, nel corso del quale almeno 3 di questi esemplari sono andati distrutti.

## Caratteristiche
Lo scafo del Vystrel è realizzato con piastre di acciaio saldate. La parte superiore resiste al fuoco di mitragliatrici pesanti calibro 12,7 mm a una distanza di 300m.
A livello estetico, la principale differenza fra Vystrel e la versione originaria BPM-97 risiede nel parabrezza: il BPM-97 ne ha uno monoblocco mentre quello del Vystrel presenta due finestrini separati per una maggiore protezione. Il veicolo è dotato di porte laterali, posteriori e di portelli sul tetto.
L'armamento è costituito da una mitragliatrice montata sul tetto che può variare per calibro dai 7,62 mm ai 12,7 mm. In alternativa, il mezzo può essere dotato di una torretta equipaggiata con mitragliatrice pesante da 14,5 mm o con cannone da 30 mm e lanciagranate automatico AGS-30. Può anche imbarcare missili controcarro Kornet.

## Versioni
- BPM-97: prima versione militarizzata del Kamaz-4326 per le truppe di frontiera russe, base del Vystrel
- Kamaz-43269 Vystrel: versione aggiornata del BPM-97 presentata nel 2011, aggiornata con parabrezza corazzato sdoppiato e sistema di purificazione dell'aria. In servizio presso l'esercito e la Guardia nazionale della Federazione Russa
- SBA-60K2 Bulat: versione 6×6 del BPM-97 impiegata dalle unità anti-terrorismo delle forze missilistiche strategiche russe a supporto dei lanciatori mobili di ICBM

## Note

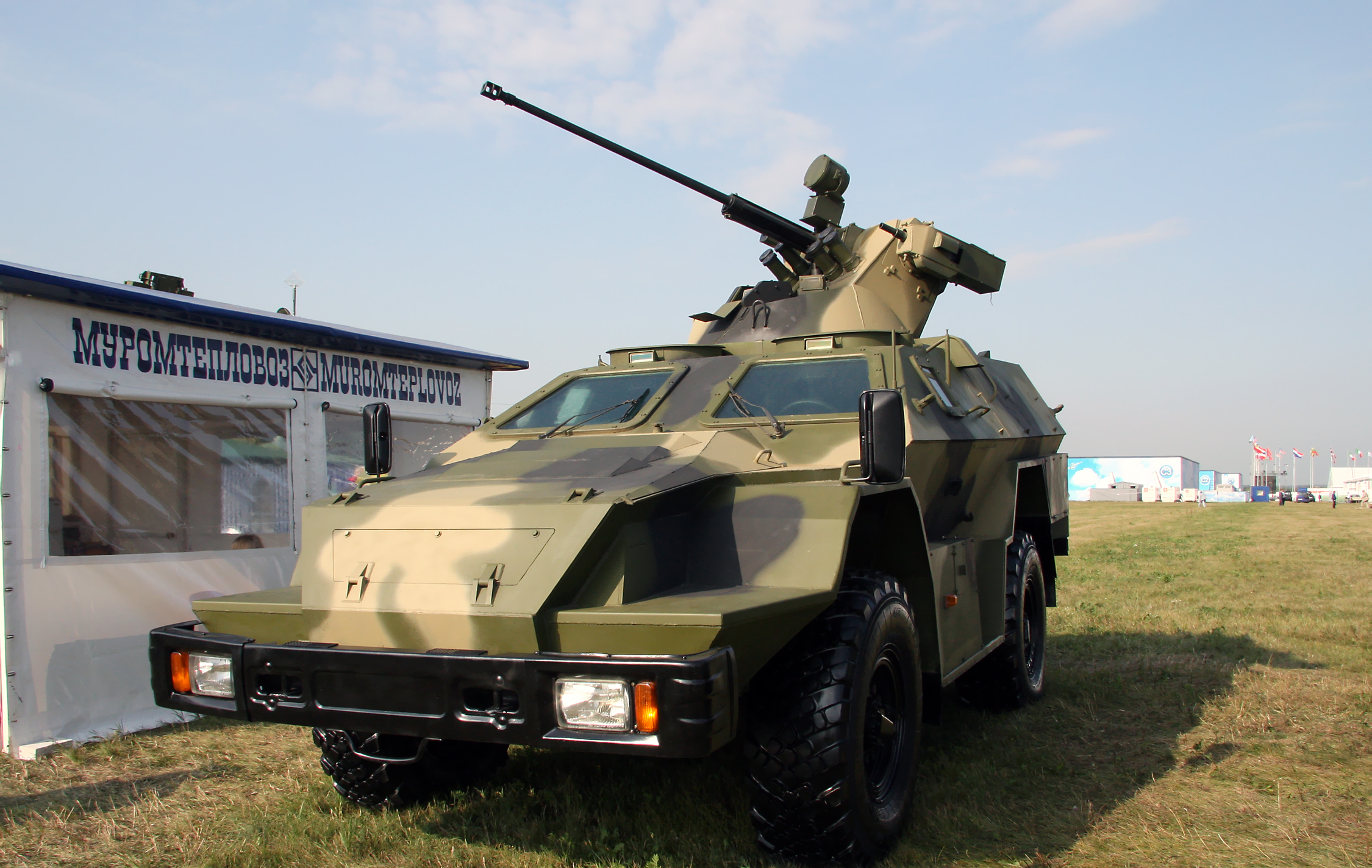
Un Vystrel dotato di torretta MB2 con cannone da 30mm. Si noti il parabrezza a doppio finestrino, principale elemento estetico caratterizzante rispetto alla versione base BPM-97

## Utilizzatori

### Attuali
- Russia
- Azerbaigian
- Kazakistan